# Duttur
Duttur est la déesse sumérienne de la chèvre, et patronne des troupeaux. Dans le mythe « Le Rêve de Dumuzi », elle est la mère de Dumuzi et de Geshtinanna,.
Ma mère va certainement le demander à grands cris,

Ma mère, ma Duttur va certainement le demander à grands cris

Ma mère va certainement demander à grands cris ce que je lui apportais (habituellement)

Ma mère va certainement demander à grands cris tout ce que je lui apportais (habituellement).
— Le Rêve de Dumuzi - Littérature sumérienne